# Alejandro Aguilar Reyes
Alejandro Aguilar Reyes (2 de mayo de 1902 - 12 de noviembre de 1961), quien también escribió bajo el seudónimo de Fray Nano, fue un cronista deportivo mexicano y cofundador de la Liga Mexicana de Béisbol, la primera liga profesional de béisbol en México. Fundó el primer periódico deportivo diario, La Afición. Fue admitido en el Salón de la Fama del Béisbol Profesional de México en 1973.

## Biografía
A la edad de 23 años, Reyes ya había ganado reconocimiento como un escritor deportivo bajo el seudónimo de Fray Nano. El nombre proviene de la mala pronunciación de su hermano menor de "Alejandro" como "Nano". Reyes agregó Fray, derivación de fraile. Pasó un año en Estados Unidos y observó el béisbol profesional organizado allí. Reyes decidió acercarse a un amigo, el exjugador de béisbol Ernesto Carmona, con una propuesta para una liga de béisbol profesional mexicana. La Liga Mexicana de Béisbol fue fundada en 1925. En 1930, Reyes fundó el primer periódico diario dedicado a los deportes, La Afición.

### Fundación del periódico "La Afición"
Fue en los inicios de 1930 cuando el entonces joven Alejandro Aguilar Reyes decidió hacer un periódico completo dedicado al deporte una vez a la semana, luego dos veces a la semana y finalmente se editó todos los días para ser el primer diario deportivo en todo el mundo.
"Fray Nano" tuvo como cofundadores a Carlos Quiroz, "Monosabio", quien escribía de toros y Manuel Fernández, "Don Facundo". Se le recuerda también por haber iniciado las compilaciones del circuito de verano en 1937 y haber tenido la idea de fundar el Salón de la Fama del Béisbol Mexicano, con motivo del primer centenario del béisbol en nuestro país.

### Liga Mexicana de Béisbol
Aguilar Reyes ayudó a Ernesto Carmona Verduzco que el domingo 24 de junio de 1925 se inaugurara la Liga Mexicana de Béisbol con el encuentro entre los equipos de México y Agraria, el cual se llevó a cabo en el Parque Franco-Inglés, que se encontraba en la Calzada de la Verónica, lo que actualmente es la avenida Melchor Ocampo. Reyes permaneció como alto comisionado de la Liga Mexicana de Béisbol hasta 1942, cuando renunció. En octubre de 1947, los dueños de la liga nombraron de nuevo a Reyes comisionado. Reemplazó a Jorge Pasquel, que los propietarios conservaron como presidente de la liga, uno de los directores de la liga y propietario del equipo en Veracruz. A fines de enero, Reyes renunció nuevamente. Mientras Reyes intentaba suavizar las relaciones con los ejecutivos profesionales del béisbol en los Estados Unidos, se había sentido frustrado por las audaces afirmaciones de autoridad de Pasquel.
La participación de “Fray Nano” en el deporte fue tan relevante que también participó en la creación de la Comisión de Box y de la Comisión de Lucha Libre, además de que fue pionero en coberturas de eventos como la Serie Mundial.

### Fallecimiento y reconocimientos
Reyes murió en el Hospital Español de Ciudad de México el 12 de noviembre de 1961. Había sufrido problemas cardíacos y diabetes.
Fue elegido miembro del Salón de la Fama del Béisbol Profesional de México en 1971 y fue admitido durante la primera ceremonia en 1973.
El Estadio Fray Nano es un estadio de béisbol en la Ciudad de México que albergó a los Diablos Rojos del México desde 2015 hasta 2018.